# Va (popolo)
I va (o anche wa; in lingua va: vāx, awa o parauk; in birmano: ဝလူမျိုး [wa̰ lùmjóʊ]; cinese: 佤族 wǎzú; thailandese: ว้า wáa) sono uno dei 56 gruppi etnici riconosciuti ufficialmente dalla Repubblica popolare cinese. La maggior parte dell'etnia vive però nella Birmania nord-orientale.

## Storia
Secondo stime del 2000 e del 2004, i membri dei vari sottogruppi va in Cina erano 404.000, stanziati principalmente nella zona ovest della provincia sud-occidentale dello Yunnan. In particolare nelle comunità di Ximeng (in va: Mēng Ka o Si Moung), Cangyuan, Menglian (Gaeng Līam), Gengma (Gaeng Mīex o Gaeng Māx), Lincang (Mēng Lām), Shuangjiang (Si Nblāeng o Mēng Mēng), regioni di Zhenkang e Yongde. La maggior parte dei va vive in Birmania, nella zona orientale dello Stato Shan, dove nel 2008 erano in 922.000.
Le lingue va appartengono al ceppo linguistico mon khmer della famiglia austroasiatica. Un alfabeto per la lingua dei va fu creato nel 1933 poi un altro nel 1956 nella Repubblica popolare cinese. Secondo quanto stabilito dalla Costituzione birmana del 2008 in materia di conciliazione nazionale, con un decreto del 20 agosto 2010 è stata ufficializzata la divisione auto-amministrata Wa, una suddivisione amministrativa di primo livello della Birmania amministrata dai wa. Il suo territorio si trova nel corridoio compreso tra le profonde gole dei fiumi Saluen e Mekong, nella zona orientale dello Stato Shan, ai confini con la provincia cinese dello Yunnan.
Gli Wa hanno una particolare relazione con la Cina, sin da quando il Partito Comunista cinese decise nel 1960 di fornire supporto incondizionato al Partito Comunista della Birmania o Communist Party of Burma (CPB). La maggior parte dei guerriglieri del CPB era composto da Wa mentre i finanziamenti e la fornitura di armi era garantita da Pechino. Anche dopo l'armistizio del 1989 i rapporti con la Cina rimasero solidi e il supporto logistico continuò in forma diversa, più incentrato sulle necessità della popolazione. Gli Wa hanno costruito un rapporto privilegiato con la Cina, la struttura organizzativa a Pangkham, la capitale dello stato Wa, è stata pensata sul modello di quella cinese, con la presenza di un comitato centrale e di un partito che si occupa in toto della gestione della cosa pubblica. La capacità militare degli Wa è nettamente superiore a quella degli altri gruppi etnici ribelli, la Tatmadaw Kyi, le forze armate birmane non hanno nessun tipo di controllo sulla regione abitata dagli Wa.